# 피죤투
| 이름       | 이름        | 이름      | 도감번호          | 성비                  |
| 한국어     | 일본어      | 영어      | 도감번호          | 성비                  |
| 구구       | ポッポ      | Pidgey    | 전국 016 성도 010 | 수컷 : 50% 암컷 : 50% |
| 피죤       | ピジョン    | Pidgeotto | 전국 017 성도 011 | 수컷 : 50% 암컷 : 50% |
| 피죤투     | ピジョット  | Pidgeot   | 전국 018 성도 012 | 수컷 : 50% 암컷 : 50% |
| 포켓몬     | 타입        | 분류      | 신장              | 체중                  |
| 피죤       | 노말 / 비행 | 새 포켓몬 | 1.1m              | 30.0kg                |
| 피죤투     | 노말 / 비행 | 새 포켓몬 | 1.5m              | 39.5kg                |
| 메가피죤투 | 노말 / 비행 | 새 포켓몬 | 2.2m              | 50.5kg                |

| 특성(숨겨진 특성은 * / 메가진화 특성은 **) |                                                              |
| 날카로운눈                                 | 상대에게 명중률이 떨어지지 않는다. 상대의 회피율을 무시한다. |
| 갈지자걸음                                 | 혼란 상태에 빠지면 회피율이 올라간다.                        |
| *부풀린가슴                                | 방어력이 떨어지지 않는다.                                    |
| **노가드                                   | 서로의 기술이 반드시 명중한다.                               |

피죤투(ピジョット 피죳토[*], 영어: Pidgeot 피젓[*])의 분류는 새포켓몬이다.

## 특징
피죤이 진화한 포켓몬으로 갈기가 매우 길어지고 날개도 커졌다. 머리 위의 아름다운 갈기 덕분에 많은 트레이너들이 좋아한다. 가슴의 근육이 발달하여, 가볍게 퍼덕인 것만으로도 강풍을 일으킬 수 있으며 강하게 홰를 치면 거목의 줄기도 휘어지게 할 수 있다. 날개를 크게 넓혀 상대를 위협한다. 최고 마하 2의 속도로 날 수 있다. 시력이 매우 좋아서 호수에서 뛰는 잉어킹을 1000m 상공의 하늘에서도 찾아낼 수 있다. 사냥감을 찾아내면, 급강하하여 날카로운 부리로 잡는다. 매/독수리를 닮았다. 피죤이 레벨 36에 진화한다.

## 게임에서의 피죤투
《포켓몬스터 적·녹·청》, 《포켓몬스터 파이어 레드·리프 그린》에서는 라이벌이 포켓몬 리그에서 내보낸다. 「은혜갚기」외에도, 비행 타입 최강 기술 「불새」와 필중의 「제비반환」을 기억한다. 또 「전광석화」로 선제공격하면 상대에게 큰 타격을 줄 수도 있다. 하지만 새 포켓몬이기 때문에, 다양한 기술은 사용할 수 없다. 비상의 피죤투는 레벨 56, 그린의 피죤투는 레벨 72.
「공중날기」가 이동 수단으로 사용할 수 있기 때문에 종반까지 소지하는 트레이너가 많다. 플라티나에서는 225번도로의 트레이너 한 명이 가지고 있다. 비행 타입 최강의 기술들인 「브레이브버드」, 「불새」, 「폭풍」 등을 두루 익힌다.

## 애니메이션에서의 피죤투
애니메이션에서는 지우의 피죤이 진화해, 구구와 피죤을 덮치는 깨비드릴조와 싸운다. 깨비드릴조와의 대결에서 승리한 피죤투는 지우가 찾으러 오겠다고 거짓말한 후 버리고 가버리는 바람에 20년을 등장하지 못했다.
《포켓몬스터》 1기 오프닝에서 깨비드릴조와 대결하는 장면이 나온다.
《포켓몬스터》 133화에서는 도라지 체육관장 비상의 주력 포켓몬으로 등장. 지우의 리자몽과 공중전을 펼치지만 패한다. 지우는 헤어진 피죤투와의 추억을 비상에게 이야기했다.
극장판 《뮤츠의 역습》에 등장한 피죤투가 복제 피죤투와 싸우는 장면이 있다.
극장판 《뮤와 파동의 용사 루카리오》에서는, 아론의 포켓몬이기도 해서 점프해 피죤투를 타는 장면이 몇 번 있었다. 성의 큰 벽화에는 피죤투를 탄 아론의 모습이 그려져 있다.

## 메가진화
《포켓몬스터 오메가루비·알파사파이어》, 《레츠고 !피카츄, 이브이》에서 메가진화가 가능하며, 메가진화를 하면 깃 장식이 화려해지고 덩치도 70cm나 커진다. 특공이 대폭 올라가고 특성은 노가드로 바뀌며, 노가드 덕분에 고위력기 폭풍을 100% 명중률로 사용할 수 있다.

## 그 외에서의 피죤투
만화책 《포켓몬스터 스페셜》에서 그린이 사용한다.

## 구구 & 피죤
구구(ポッポ 폿포[*], 영어: Pidgey 피지[*])의 분류는 아기새포켓몬이다.
관동, 성도 및 신오 북부 삼림이나 초원 등 여러군데에서 서식하는 소형의 새포켓몬의 일종. 갈색과 엷은 황색의 몸색깔을 가지고 있으며 수수한 외모를 가지고 있다. 비상의 구구는 GSC에서 레벨 7, HGSS에서 레벨 9로 체육관 관장의 포켓몬 중 레벨이 가장 낮은 것으로 유명하다.
포켓몬 세계에서는 극히 드문 비호전적인 성격. 적에게 습격당하면 날개로 모래 먼지를 일으키고 도망치려고 한다. 같은 수법으로 풀숲에 있는 벌레를 놀라게 해서 뛰쳐나온 벌레를 잡아먹기도 한다. 방향감이 뛰어나 먼 곳에 떨어져 있어도 헤매지 않고 자신의 둥지로 돌아갈 수 있다고 한다.
최초의 시리즈인 《포켓몬스터 적·녹·청》등에서 최초의 풀숲에 나오는 포켓몬이다. 꼬렛과 같이 최초로 몬스터 볼로 포획 되는 경우도 많아서 진화시켜 피죤, 피죤투까지 기르는 트레이너도 많다. 비호전적인 성격이기 때문에 스피드 외의 능력치는 낮다. 레벨업으로 배우는 기술의 밸런스가 좋고, 사용하기 쉬워 초반에는 매우 도움이 되는 포켓몬이기도 하다. 「공중날기」로 이동을 용이하게 하는데 사용되기도 한다. 발자국 모양이 깨비참과 같다.
《포켓몬스터》1화에서 지우가 잡으려고 했지만 도망갔다.
《포켓몬스터》245화에서는 오박사가 오는 도중에 잡은 구구로 로켓단 3인조를 이긴다.
피죤(ピジョン 피죤[*], 영어: Pidgeotto 피조토[*])의 분류는 새포켓몬이다.
구구가 진화한 포켓몬으로, 독수리형 포켓몬이다. 구구때에는 없었던 머리 위의 분홍색 갈기가 생겨난다. 구구보다 호전적이다.
새 포켓몬 특유의 넓은 세력권과 멀리 날기 위한 스테미너, 그리고 높은 시력을 가진다. 아라리를 먹이로 하고 있어 100km정도의 거리라면 잡은 채로 둥지까지 비행한다. 그 사이에 사냥감을 떨어뜨리지 않기 위해 다리의 발톱이 발달하였다. 세력권 의식이 강하고, 침입자는 가차없이 공격한다. 사냥 방법은 스왈로와 유사하다. 비상의 피죤은 GSC에서 레벨 9, HGSS에서 레벨 13으로 체육관 관장의 포켓몬 중 두 번째로 레벨이 낮다.
라이벌이 사용하는 포켓몬이기도 하다. 일정한 레벨로 구구로부터 진화하지만, 애니메이션의 묘사를 받아 극히 드물게 야생의 피죤(레벨 9)이 상록숲에 출현한다.
애니메이션에서는 피카츄, 캐터피에 이어 지우가 잡은 세 번째 포켓몬. 지우의 주력 포켓몬으로서 활약한다. 로켓단의 기구에 구멍을 뚫는 역할이 많았다.
《포켓몬스터》83화에서 피죤투로 진화, 고향의 구구들을 깨비참 무리로부터 지키기 위해 야생으로 돌아갔다.
애니메이션에서 처음으로 기절시에 빙빙도는 눈 표현을 한 포켓몬이기도 하다.

## 같이 보기
- 포켓몬스터
- 포켓몬의 목록